# コーチン (鶏)

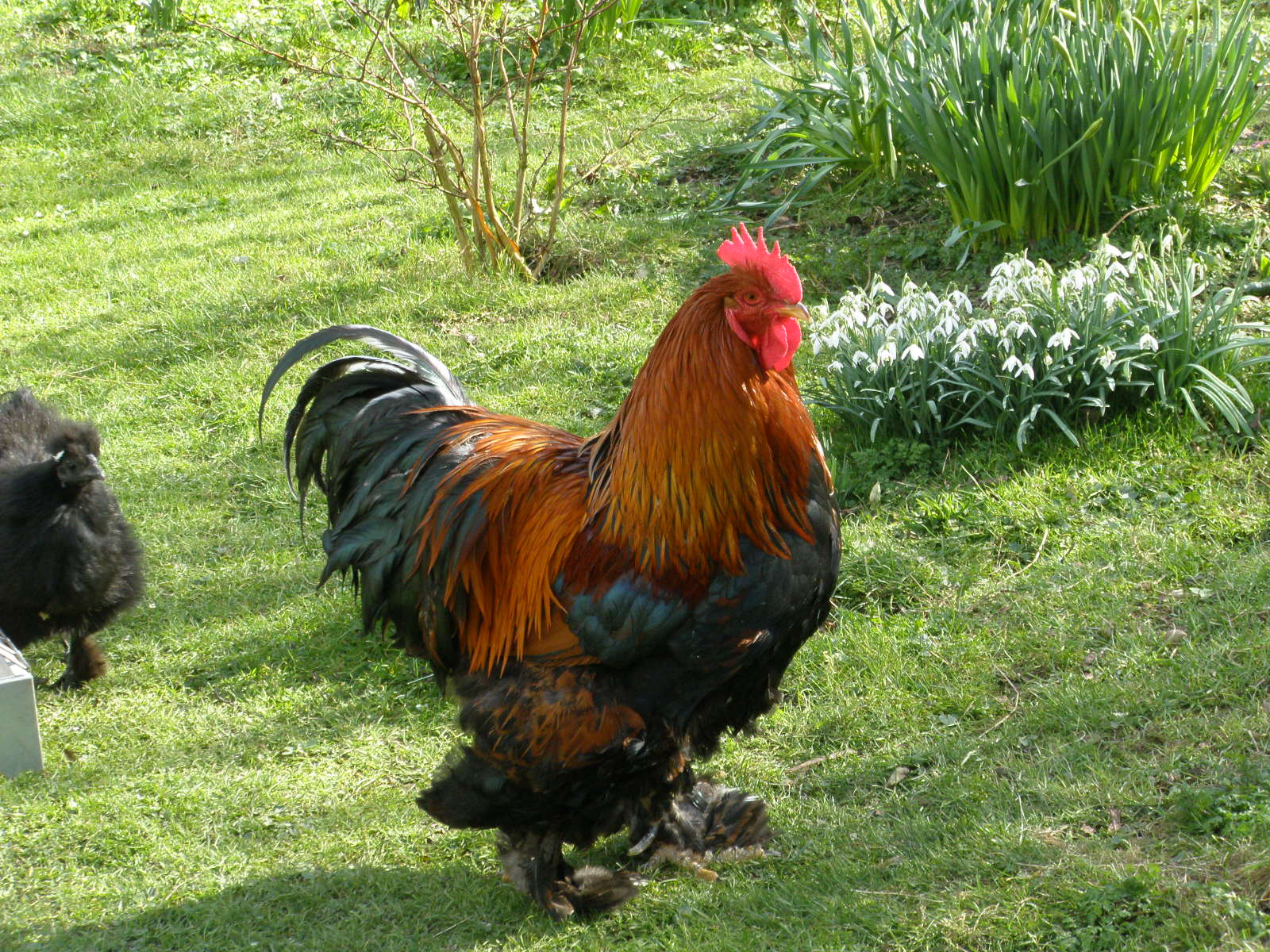
コーチン（partredge、ヤマウズラ模様）の雄

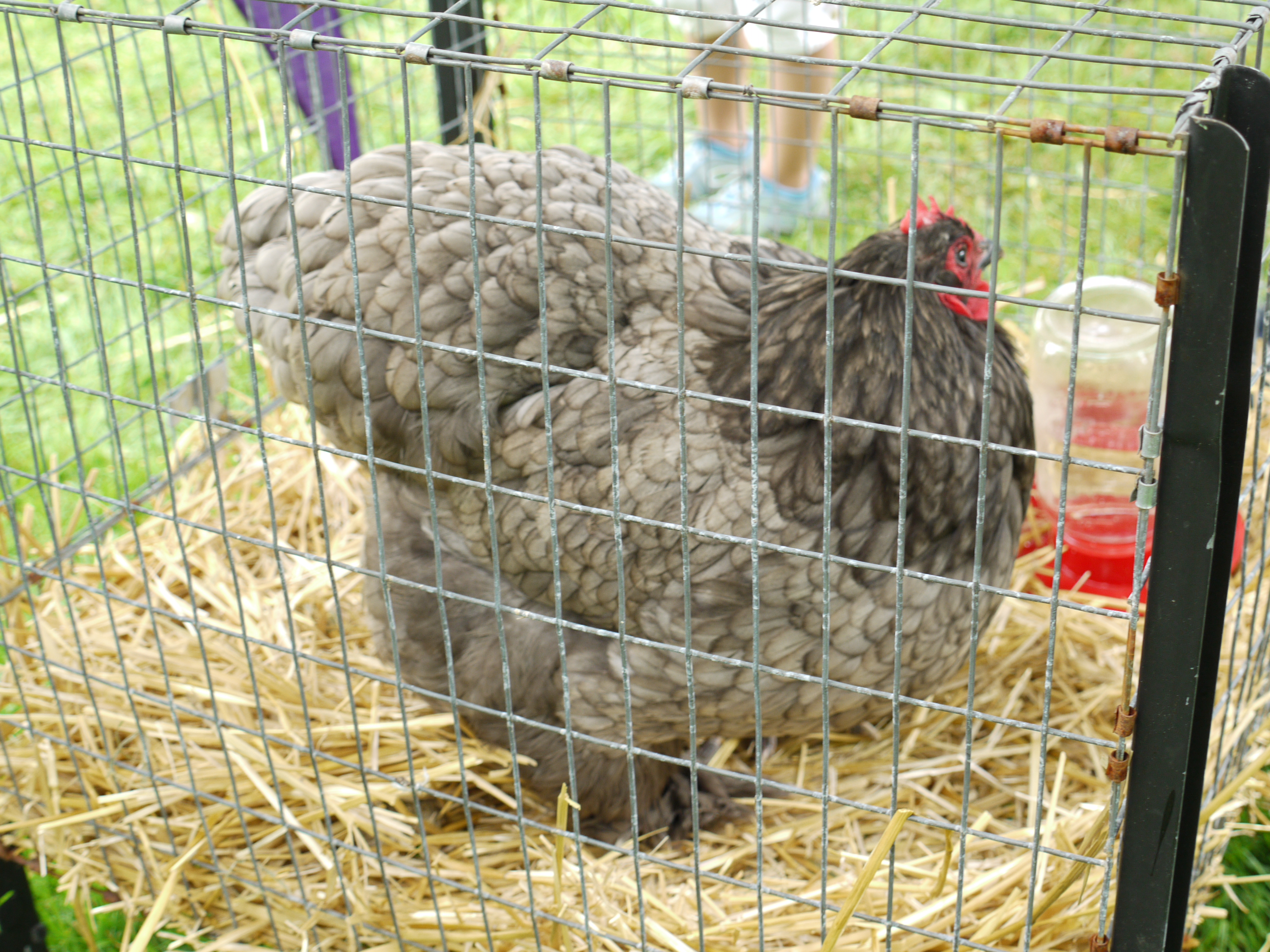
コーチン(blue)の雌

コーチン（Cochin）はニワトリの品種の一つである。コーチンという名前は元々は中国語の「九斤黄（拼音: Jiǔjīn huáng）」という名前から来ていて、これが誤ってベトナム南部に対する当時の呼称コーチシナ（交趾支那）やインド南部のコーチンと混同された。「斤」とは重さの単位であり、現地中国では大型のニワトリ全般や、あるいはそれを使った料理ですら「九斤黄」と呼ばれている。

## 歴史
1845年前後にアメリカ東海岸に持ち込まれた中国産のニワトリがコーチンの最初の祖先になる。中国産ニワトリの高密度に生えそろった羽毛は当時の愛好家の間で評判を呼んだ。コーチンの特徴ともなる脚毛は、この時期にはまだ生えている個体とそうでないものが混在していたようである。しかし上海の愛好家たちがふわふわの羽毛、脚毛の多い個体を中心に交配を繰り返すと今日のコーチンの特徴として定着した。上海で完成されて後イギリス、アメリカへと輸出されると以降、ヘン・クレイズ（hen craze）などと呼ばれる19世紀の中ごろから20世紀初頭にかけてのブームを巻き起こした。世界中の愛好家たちがニワトリの外見を愛でるためだけに飼育を行い、今日知られる家禽類愛好家（poultry fancy）の源流となった。
特にアメリカで盛んに交配が行われ現在の状態まで発展した。小型種（bantam）が存在し、しばしばペキン・バンタム（Pekin bantam）などと呼ばれるが、ペキン・バンタムとは別種である。

## 特徴
実際に大きいだけでなく、高密度に生えそろったふわふわの羽毛がコーチンを実際以上に大きく見せる。脚、お尻を覆うふわふわの羽毛、短くて湾曲した背中、短い尾が特徴。頑丈で、開けた場所にも限られた空間にも適応する。羽毛の下の肌は黄色、卵は薄茶色。雌鶏は産卵能力に優れるが、産卵期間は長くはない。
性格はニワトリの中でも特に人懐っこく、比較的静かでよいペットとなる。雌鶏は雛を孵す能力に優れていてハヤブサの孵卵に用いられることもある。しかし成長が遅いという好ましくない性質もある。APAには1874年に登録され、バーチ（birchen）, ブルー（blue）, バフ（buff、黄褐色）, バード（barred、縞）など18種類の色のバリエーションがあり、フリズルド（frizzled、ちぢれ毛）と呼ばれるバリエーションが含まれる。
通常種の雄鶏は約5キロ、雌鶏は4キロ。小型種は雄鶏が900グラム、雌鶏で800グラムとなる。